# Bobadela (Oliveira do Hospital)
Bobadela is een plaats (freguesia) in de Portugese gemeente Oliveira do Hospital en telt 761 inwoners (2001).